# Everyway That I Can
Everyway That I Can è un singolo della cantante turca Sertab Erener, pubblicato nell'aprile 2003.
La canzone ha vinto l'Eurovision Song Contest 2003 tenutosi a Riga.

## Descrizione
La canzone è stata scritta e dal musicista Demir Demirkan e prodotta da Ozan Çolakoğlu. Il testo è in lingua inglese.
Il brano ha vinto l'Eurovision Song Contest 2003 accumulando il punteggio finale di 167 punti.

## Classifiche
| Classifica (2003) | posizione più alta |
| ----------------- | ------------------ |
| Austria           | 10                 |
| Belgio (Fiandre)  | 6                  |
| Belgio (Vallonia) | 30                 |
| Germania          | 12                 |
| Grecia            | 1                  |
| Irlanda           | 35                 |
| Paesi Bassi       | 4                  |
| Regno Unito       | 72                 |
| Romania           | 16                 |
| Spagna            | 5                  |
| Svezia            | 1                  |
| Svizzera          | 17                 |
| Turchia           | 1                  |
| Ungheria          | 21                 |